# Lindau (Schiff, 1958)
Das Motorschiff Lindau wurde 1958 von der Deutschen Bundesbahn (DB) unter dem Namen Grünten auf dem Bodensee als Fahrgastschiff in Dienst gestellt. 1964 wurde es in Lindau umbenannt und bis zur Stilllegung 2004 auf dem Obersee eingesetzt, ab 1994 unter dem neuen Eigner Bodensee-Schiffsbetriebe.

## Geschichte
Die Deutsche Bundesbahn gab 1957 bei der Bodan-Werft ein mittelgroßes Zweideckschiff für 350 Fahrgäste in Auftrag, genau 20 Jahre nach dem Bau der letzten großen Einheiten Schwaben und Karlsruhe. In der Zwischenzeit war die Stammwerft für Bodensee-Motorschiffe kriegsbedingt zuerst mit Rüstungsaufträgen und danach mit der Ausbesserung der beschädigten Schiffe beschäftigt. Die acht Neubauten der DB seit 1952 waren nur kleinere Ausflugsschiffe. Daneben war die Bodan-Werft sehr erfolgreich mit der Entwicklung und dem Bau von modernen mittleren und größeren Schiffen für den Schweizer Markt. Sie sind heute noch im Einsatz auf dem Zürichsee, Brienzersee, Thunersee und – wie die Säntis – auf dem Bodensee. Charakteristisch waren für diese Schiffe die fließenden Linien von Rumpf, Aufbauten und gebogenem, meist aufgesetztem Mast, die großen Panoramafenster und die mit dem Steuerhaus verbundene Schornsteinattrappe – Merkmale, welche auch das neue Motorschiff Grünten und die später von der Bodan-Werft gebauten DB-Schiffe Stuttgart, München und Konstanz prägen.
Insofern war die 1958 in Dienst gestellte Grünten das erste moderne Fahrgastschiff der DB auf dem Bodensee mit Heimathafen in der bayerischen Inselstadt Lindau im Bodensee und benannt nach dem Berg Grünten bei Sonthofen im Oberallgäu. Sie ersetzte das 1958 ausgemusterte Dampfschiff München und erhielt 1964 den neuen Namen Lindau, nachdem 1959 das aus dem Jahr 1905 stammende Dampfschiff Lindau dem „Dampfersterben“ zum Opfer gefallen war. Die vormalige Grünten bediente den Kursverkehr zwischen Lindau und Rorschach und wurde für Rundfahrten auf dem Obersee eingesetzt. Im Winterhalbjahr unterstützte sie 1958 bis 1960 die Winterschiffe auf der Obersee-Teilstrecke zwischen Friedrichshafen und Konstanz und auf dem bis 1973 ganzjährigen Kurs Meersburg – Konstanz. Im November 1967 ersetzte sie auf diesem Kurs das Motorschiff Meersburg, dessen eingedrückter Vordersteven nach einer Kollision mit dem Kiesschiff Seestern in der Werft repariert werden musste. In den letzten beiden Dienstjahren 2003/04 ersetzte sie die stillgelegte Friedrichshafen und erhielt deswegen den neuen Heimathafen Friedrichshafen zugeteilt.
Danach häuften sich die schlechten Nachrichten. 2003 fiel das Schiff mit Maschinenschaden aus. Im Oktober 2004 erlitt es einen Propellerschaden und wurde im Lindauer Hafen stillgelegt. Bereits im November desselben Jahres folgte ein Wassereinbruch mit Schlagseite und schwerem Maschinenschaden. Die Lindau wurde 2005 letztlich ausgemustert und es kam zu einem Streit um ihren Liegeplatz. Verrostet und ohne Namen am Bug wurde sie „Zeuge“ der Tauffeierlichkeiten der neuen Lindau im Juli 2006. Im darauffolgenden Jahr kam das alte Schiff zur Werft in Fußach/Vorarlberg. 2010 wurde es an einen Investor verkauft und Ende 2010 auf der Helling in Fußach nach 47 Einsatzjahren abgewrackt. Seit 2010 übernimmt die Baden, das mit 78 Einsatzjahren älteste Schiff der Bodensee-Schiffsbetriebe, von Lindau aus die Kurs- und Sonderfahrten der ehemaligen Lindau.

## Technische Beschreibung
Die Lindau war bauartgleich mit dem zwei Jahre früher von der Bodan-Werft gebauten Schweizer Motorschiff Säntis, dessen Heimathafen Romanshorn ist. Die Lindau war etwas größer: Länge über alles 43,0 m, Breite über alles 9,1 m, Tiefgang 1,64 m, Verdrängung 182 t, zwei MWM-Sechszylinder-Motoren mit je 310 PS, Geschwindigkeit 26 km/h.
Wie die Säntis und alle anderen Schweizer Bodenseeschiffe wurde auch die Lindau nicht von Voith-Schneider-Propellern angetrieben, die bei den größeren deutschen Schiffen wegen ihrer hervorragenden Manövriereigenschaften seit 1931 Standard waren. Stattdessen wurde sie als erstes Schiff auf dem Bodensee mit zwei Escher-Wyss-Verstellpropellern ausgerüstet, wodurch das bei Festpropellern erforderliche Wendegetriebe oder eine Umstellung der Antriebsmotoren entfiel. Die Lindau war wohl das letzte größere Fahrgastschiff auf dem Bodensee mit einem Steuerrad, abgesehen vom Fährschiff Fritz Arnold  (Baujahr 1963) – das hatte gleich drei.